# 国王 (法人)
英連邦王国やその州（province/state）における法的な国王（ほうてきなこくおう、英: the Crown）とは、その地域の統治（行政、立法、司法）の象徴として具現化した法人のこと。この概念は、当初は、イギリスにおいて文字通りの王冠および国民国家の財産を、君主個人及びその個人的財産から分離するものとして発展し、以後イギリスによる植民地化を通じて広まり、現在はその他14の独立した王国においても法律用語として定着している。ただし、一般的には英連邦王国長官やイギリスの君主を指して使用されることもあり、定義はやや曖昧である。なお、イギリスの君主は単独法人である。
君主制を採用しない諸国においては「国」（the State）や「人民」（the People）、あるいは、「合衆国」（the United States）、「共和国」（the Commonwealth）または「……国」（the State of...）として表現されることもある。
この文脈におけるthe Crownは、英国法で国家や法源を意味する。稀に「王冠」と直訳されることもあるが、例えばイギリス国王によりレガリアとして用いられるような、物理的な王冠（crown）と混同してはならない。

## 起源
この概念は封建制に由来する。封建制諸国において必ずしもこのように考えられていたわけではないが、イングランドおよびスコットランドにおいては、全ての権利と特権は最終的には支配者から与えられるものであった。例えば、土地は封建的奉仕に対する見返りとして国王から領主に与えられ、同じように領主からより下位の領主に与えられた。一つの例外は普通鋤奉仕土地保有(common socage)である。鋤奉仕土地保有として土地を保有する者は、国王にのみ臣従するのである。国王は、全ての不動産の究極的な所有者であり、また無主物（bona vacantia）となった全ての不動産も所有する。

## 区域

### 英連邦王国
各英連邦王国における国王（the Crown）は、似てはいるが異なる法概念である。ある法域におけるその役割を他の場所における立場と区別するため、英連邦法は "the Crown in Right of [場所]"（文字通りには、「[場所]に対する権利における国王」）という表現を用いている（例: the Crown in Right of the United Kingdom、the Crown in Right of Canada、the Crown in Right of the Commonwealth of Australia等）。カナダとオーストラリアは共に連邦制国家であるため、カナダのそれぞれの州（province）やオーストラリアのそれぞれの州（state）に対応する表現も存在する。例えば、Crown in Right of the Province of British ColumbiaやCrown in Right of Western Australiaである。
国王（the Crown）の権力は、君主自身またはその代理人によって、関連する大臣、立法府または裁判官の助言に基づいて行使される。これらの者は国王の他の法域に関する問題については助言することはできない。

### 王室属領
国王と各王室属領との関係は、それぞれ別途定義されている。
ジャージーにおいては、その憲法上の地位は "Crown in right of Jersey" と定義されており、ジャージー代官管轄区における全ての王領 (crown land) はイギリスのクラウン・エステートではなくthe Crown in right of Jerseyに帰属するものとされている。
マン島の法律においては"Crown in right of the Isle of Man"が"Crown in right of the United Kingdom"とは別のものとして定義されている。
ガーンジーでは、法令において"Crown in right of the Bailiwick"と言及され、「この文脈における国王（the Crown）は、通常は、Crown in right of the république of the Bailiwick of Guernseyを意味」し、「集合的な政府及び市民の機関であって、君主の権限によりその権限に基づいてこの諸島の統治のために設立されたものであり、ガーンジー議会（the States of Guernsey）およびその他の島々の立法府、国王裁判所（the Royal Court）およびその他の裁判所、副知事（the Lieutenant Governor）、行政教区（Parish）当局、ならびに枢密院においてこれを通じて行為する国王（the Crown）を含むもの」から成る、とされている。この憲法上の概念は、Crown in right of the Bailiwick of Guernseyとも表現される。

## 裁判所
刑事訴訟においては原告は国王（the Crown）である。一般的には、これは刑事訴訟の標準的な事件名が、「Rex（男性君主の場合）またはRegina（女性君主の場合）対被告人」とされることに現われている。RexまたはReginaは通常Rと略される。例えば、Smithという人物に対する刑事訴訟は R v. Smithとなる（読み方は "the Crown and Smith"）。オーストラリアでは、刑事訴訟記録の謄本において最初のページは"The Queen v. 被告人"（女王対[被告人]）と書かれている。ニュージーランドでは、ニュースにおいて、訴追を担当する弁護士（しばしば、カナダやイギリスの検察官と同様に"Crown prosecutor"と呼ばれる）を国王（the Crown）の代理人のように表現し、例えば、「国王（the Crown）側では、 Joe Bloggsは次のように主張しました」といった用法が一般的である。
主権者を原告とするこの用語法は、アメリカ合衆国における刑事訴訟において、人民主権の原理の下、"人民（the People）"または"州（the State）対被告人" とされること（例: ニューヨーク州人民対LaValle（People of the State of New York v. LaValle）と類似する。連邦レベルの刑事訴訟では "合衆国（United States）対被告人" となる（例: 合衆国（United States）対ニクソン）。
国王（the Crown）は、関連する英連邦王国の政府が当事者となる民事訴訟においては、原告にも被告にもなる。このようなCrown proceedings は、例えば、国王（the Crown）に対する判決の強制執行の方法についてなど、特定の規則や制限に服することがある。

## クラウン・フォース
アイルランド共和派の軍事組織は、アイルランドに展開されたイギリス軍やロイヤル・アルスター警察などイギリス政府の治安部隊を「クラウン・フォース」と呼んでいた。それらは敵性武装組織であり、武力占領であると見做されたためであった。
アイルランド維持派の武装組織は、チューダーのアイルランド征服や、イギリス政府傀儡のダブリン・キャッスル政府によるアイルランド蜂起弾圧の時代から、時々にクラウン・フォースという用語を使用していた。